# Nazionale maschile di hockey su prato della Russia
La nazionale di hockey su prato della Russia è la squadra di hockey su prato rappresentativa della Russia, nata nel 1993 dallo scioglimento dell'Unione Sovietica e della nazionale della Comunità degli Stati Indipendenti.

## Partecipazioni

### Mondiali
- 1994-2006 - non partecipa

### Olimpiadi
- 1996-2008 - non partecipa

### Champions Trophy
- 1993-2008 – non partecipa

### EuroHockey Nations Championship
- 1995 - non partecipa
- 1999 - 8º posto
- 2003 - 12º posto
- 2005 - non partecipa
- 2007 - non partecipa
- 2009 - non partecipa
- 2011 - 7º posto